# Premios Altın Kelebek
Los Premios Altın Kelebek (en turco: Altın Kelebek Ödülleri), son otorgados anualmente a los representantes más destacados de la televisión y música turca. Estos premios fueron creados en 1973 por uno de los diarios más leídos en Turquía, el diario Hürriyet. 
Se premia a los ganadores en una ceremonia transmitida en vivo por Kanal D, desde el complejo Zorlu Center, en Estambul. Los lectores del periódico son quienes deciden a los ganadores.

## Categorías

### Televisión
- Mejor presentadora (En İyi Kadın sunucu)
- Mejor presentador (En İyi Erkek sunucu)
- Mejor presentadora de noticias (En İyi Kadın Haber Sunucusu)
- Mejor presentador de noticias (En İyi Erkek Haber Sunucusu)
- Mejor programa de noticias (En İyi Haber Programı)
- Mejor serie (En İyi Dizi)
- Mejor actriz (En İyi Kadın oyuncu)
- Mejor actor (En İyi Erkek oyuncu)
- Mejor actor infantil (En İyi çocuk oyuncu)
- Mejor música de serie (En İyi Dizi Müziği)
- Mejor director (En İyi Yönetmen)
- Mejor guionista (En İyi Senarist)
- Mejor pareja de serie (En İyi Dizi Çifti)
- Mejor serie de comedia y comedia-romántica (En İyi Komedi & Romantik Komedi Dizisi)
- Mejor actriz de comedia (En İyi Kadın Komedi Oyuncusu)
- Mejor actor de comedia (En İyi Erkek Komedi Oyuncusu)
- Mejor programa de competencia (En İyi Yarışma Programı)
- Mejor talk show (En İyi Talk Show)
- Mejor programa deportivo (En İyi Spor Programı)
- Mejor programa magazine (En İyi Magazin Programı)
- Mejor programa de arte y cultura actual (En İyi Güncel Kültür-Sanat Programı)

### Música
- Canción del año (En İyi Şarkısı)
- Mejor cantante femenina de música pop turca (En İyi Türk Pop Müziği Kadın Solist)
- Mejor cantante masculino de música pop turca (En İyi Türk Pop Müziği Erkek Solist)
- Mejor cantante femenina de música folclórica turca (En İyi Türk Halk Müziği Kadın Solist)
- Mejor cantante masculino de música folclórica turca (En İyi Türk Halk Müziği Erkek Solist)
- Mejor cantante femenina de música clásica turca (En İyi Türk Sanat Müziği Kadın Solist)
- Mejor cantante masculino de música clásica turca (En İyi Türk Sanat Müziği Erkek Solist)
- Mejor cantante femenina de música de fantasía (En İyi Fantezi Müzik Kadın Solist)
- Mejor cantante masculino de música de fantasía (En İyi Fantezi Müzik Erkek Solist)
- Mejor cantante revelación (En İyi Çıkış Yapan Solist)
- Mejor banda (En İyi Grup)
- Mejor banda revelación (En İyi Çıkış Yapan Grup)
- Mejor videoclip (En İyi Klip)

### Otro
- Premio especial - Televizyon Yıldızları Özel Ödülü

## Récords
- Beren Saat fue la primera mujer en ganar dos veces consecutivas el galardón a la mejor actriz.[3][4]